# Pseudostichopus langeae
Pseudostichopus langeae is een zeekomkommer uit de familie Synallactidae.
De wetenschappelijke naam van de soort werd in 2009 gepubliceerd door A.S. Thandar.